# George Clinton (politician)

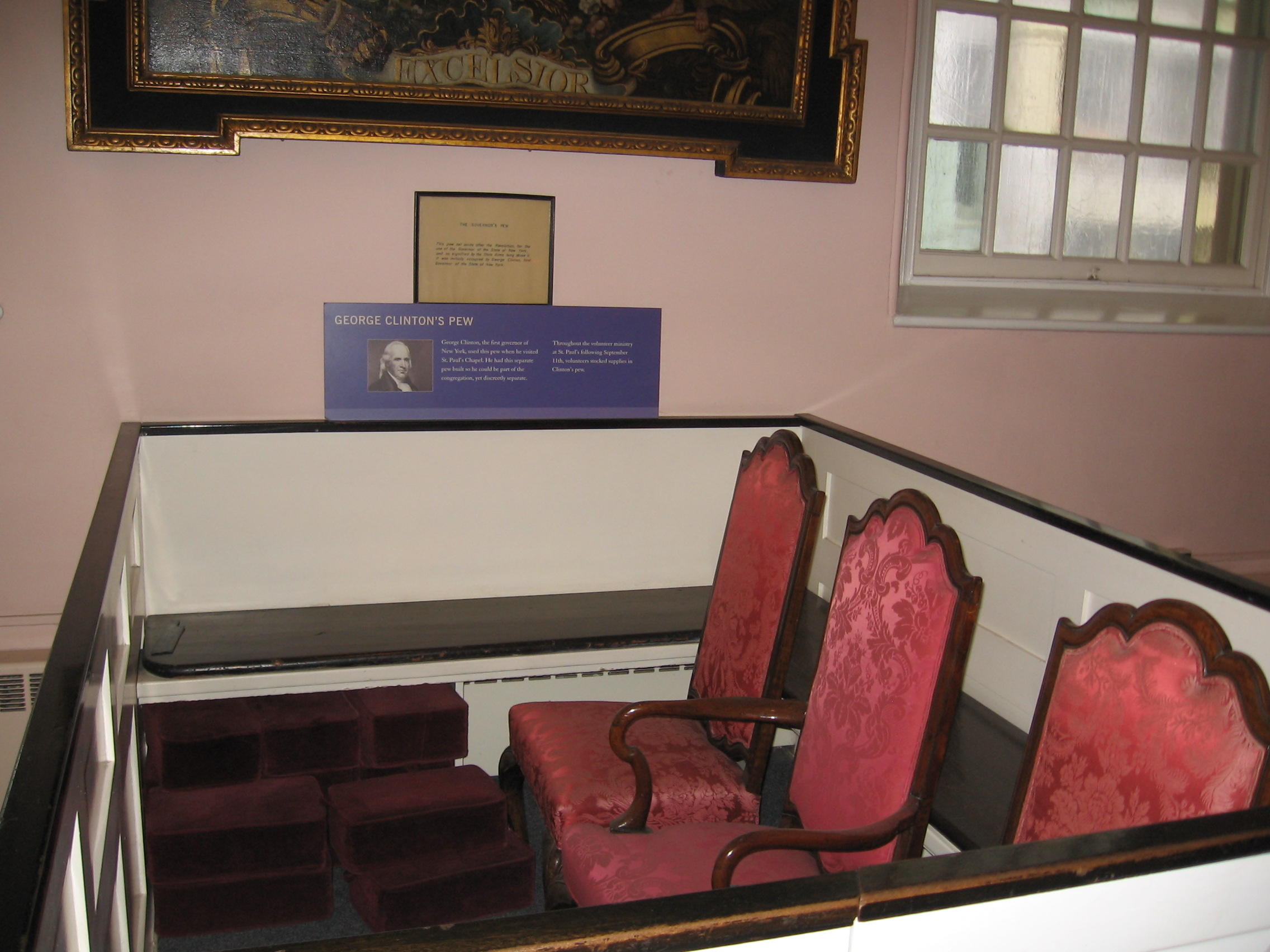
Strana dedicată lui George Clinton din Capela Saint Paul din New York City.

George Clinton (n. 26 iulie 1739, Little Britain, provincia New York - d. 20 aprilie 1812) a fost un militar și politician american, considerat unul dintre Părinții fondatori ai Statelor Unite ale Americii. A fost primul guvernator al statului New York și, ulterior vicepreședinte al Statelor Unite al celor de-al treilea și al patrulea președinți americani, Thomas Jefferson și James Madison.